# Beriózovski (Krasnoiarsk)
|  | Per a altres significats, vegeu «Beriózovski». |

Beriózovski (en rus: Берёзовский) és un poble (un possiólok) del krai de Krasnoiarsk, a Rússia, que en el cens del 2010 tenia 1.339 habitants. Pertany al districte de Beriózovka.